# René Goscinny
René Goscinny (París, 14 d'agost de 1926 - París, 5 de novembre de 1977) va ser un dibuixant i guionista de còmics francès. És un dels autors francesos de més èxit a tot el món, amb més de 500 milions de llibres venuts, traduïts a més de trenta idiomes.
Va ser cofundador de la revista setmanal Pilote, i va guanyar fama com a guionista de diverses historietes, treballant amb dibuixants destacats de Bèlgica i França. Les seves creacions més famoses són: Astèrix, el Gal (juntament amb Albert Uderzo a la revista Pilote, l'any 1959) o el Gran Visir Iznogoud. També va ser guionista de Lucky Luke (creat per Morris que va continuar als dibuixos).

## Joventut
René Goscinny era fill de Stanislas Goscinny, enginyer químic de Varsòvia; i d'Anna Beresniak Goscinna, provinent de Khodorkow, un llogaret ucraïnès. Ambdós es conegueren a París, i més tard es van casar, rondava l'any 1919. René tenia un germà més gran, en Claude, que va néixer el 1920.
Quan en René tenia dos anys, Stanislas va aconseguir feina com a enginyer químic de Buenos Aires (Argentina), i tota la família va emigrar cap a aquest país de l'Amèrica del Sud. Això, cal dir, els va salvar de prendre part a la Segona Guerra Mundial. Un cop establerts a Buenos Aires, René Goscinny va tenir una infància tranquil·la. Va estudiar al Liceu Francès de la ciutat, mentre passava petites temporades a l'Uruguai i el Brasil, i les vacances a França.

## Entre dos continents
El 1943, després de rebre el títol de batxillerat, i de la malaurada mort del seu pare, Goscinny comença a buscar feina. De primer, va obtenir una ocupació d'ajudant comptable a una empresa reparadora de pneumàtics. La feina, però, no el satisfeia. A més, durant els moments en els quals obria el correu van quedar gravats a la seva ment, ja que moltes de les cartes acusaven l'empresa d'assassins, a causa de la baixa qualitat de les reparacions. Poc després, va renunciar a la dita feina, per tal d'esdevenir dibuixant a una agència de publicitat de l'Argentina, on va publicar unes il·lustracions als bolletins interns del Liceu Francès, Notre Voix i Quartier Latin ("La nostra veu" i "Barri llatí", com a respectives traduccions al català).
El 1945 va emigrar a Nova York juntament amb la seva mare, per tal de buscar el seu tiet matern, de nom Boris. Un cop allà, Goscinny va trobar feina a Manhattan, com a traductor d'una empresa d'importació i exportació. L'any següent va tornar a França, defugint el servei militar dels Estats Units. Un cop a França, es va unir a l'exèrcit d'Aubagne, on va ser l'il·lustrador oficial del regiment, per al qual va realitzar cartells i d'altres il·lustracions.
Després, i encara a França, Goscinny va il·lustrar La fille aux yeux d'or (La nena dels ulls daurats), per la publicació de la novel·la d'Honoré de Balzac dins del llibre: Clàssics del segle XIX.
El 1947 va tornar a Nova York, on va travessar l'etapa més difícil de la seva vida, ja que se sentia sol, sense feina i molt deprimit. L'any 1948, però, va trobar feina a un petit estudi, col·laborant amb Harvey Kurtzman. Aquest equip seria el que el 1952 crearia la revista MAD. De seguida va passar a ser director de Kunen Publishers, on va escriure quatre llibres infantils.
El 1949 va conèixer Maurice de Bévère (anomenat popularment pel seu pseudònim Morris), dibuixant i autor de les historietes de Lucky Luke. Sis anys més tard treballaria juntament amb ell, en aquest mateix personatge.

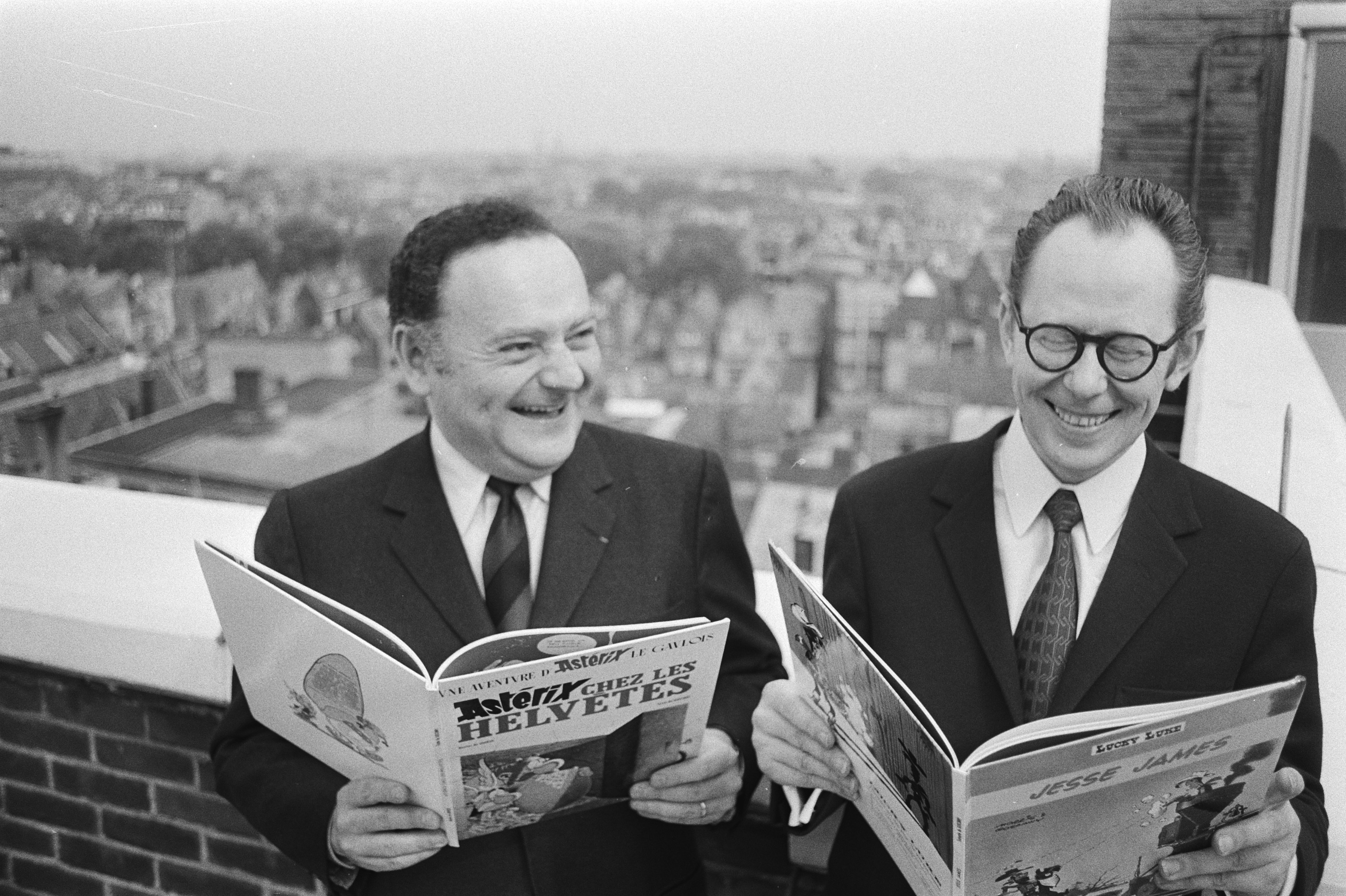
Esquerra, René Goscinny, guionista. Dreta, Morris, dibuixant i guionista

El 1950, Goscinny va crear Dick Dicks, la seva primera historieta, que tractava sobre un detectiu d'una Nova York quasi deserta. Com a curiositat, Goscinny no era bo dibuixant automòbils, de manera que els personatges de Dick Dicks havien de córrer per traslladar-se ràpidament.

## Tornada a París
Aquell mateix any va trobar a Brussel·les a Jean-Michel Charlier, que treballava a l'agència noticiosa World Press. Charlier el va convèncer per tornar a França, i fou així com Goscinny va començar a treballar per aquesta agència a Europa, a la seva base de Brussel·les; fou Georges Troisfontaines, el director de l'agència, qui el va contractar.
La seva primera feina consistí a examinar les il·lustracions d'Albert Uderzo, la qual cosa va marcar l'inici d'una notable i llarga història de cooperació artística.
Goscinny va oferir la historieta de Dick Dicks a la International Presse. Així, el detectiu va passar a formar part de les pàgines del suplement juvenil La Wallonie, a Bèlgica.
El 1951, Goscinny tornar de nou a París per a dirigir l'agència local de la International Press - World Press. Allí, Goscinny es va reunir amb Uderzo i junts van produir els seus primers treballs, com podia ser la primera versió d'Oumpah-Pah. A més, van treballar per a Bonnes Soirées, una revista femenina per la qual Goscinny havia escrit una columna firmant amb el pseudònim de Liliane d'Orsay. També va escriure el guió de Sylvie, il·lustrada per Martial. Un any després, Goscinny participà en el llançament de TV Family, una revista setmanal novaiorquesa, finançada per Dupuis i la World Press. Juntament amb Uderzo, també va elaborar la primera versió de Jehan Pistolet.
El 25 d'agost de 1955, va aparèixer per primera vegada Lucky Luke, al número 906 de la revista Spirou. Els autors eren el dibuixant belga Morris i el mateix Goscinny (en els guions). Ambdós van produir més de 40 àlbums de Lucky Luke. El setembre d'aquest any, el diari belga Le Moustique va publicar la primera tira de Le petit Nicolas (el petit Nicolás), la qual fou guionada per Goscinny, sota el pseudònim d'Agostini. La tira fou dibuixada per Jean-Jacques Sempé. Posteriorment, Le Moustique publicaria vint-i-vuit aventures del Petit Nicolas, i el 1959 el personatge emigraria a Sud-Ouest Dimanche.
L'any 1956, Goscinny ja es desenvolupava amb major facilitat escrivint guions que no pas dibuixant-los, i destacava com un escriptor prolífic i incansable. Per variar, va escriure una historieta amb realisme, en un episodi de Jerry Spring que va aparèixer a Spirou.
Aquell mateix any, Goscinny va participar, juntament amb Albert Uderzo i Jean-Michel Charlier, entre d'altres, en la redacció d'un manifest per la defensa dels drets d'autor davant els editors. Malgrat tot, no van poder arribar gaire lluny, i Goscinny només va obtenir les llicències de les seves creacions, de la mateixa manera que els altres autors. A continuació, conjuntament amb Jean Hébrard, el responsable de publicitat de World Press, Goscinny, Charlier i Uderzo van fundar la societat Édi-France/Édi-Presse, una agència especialitzada en edició i publicació. Tot i això, la prosperitat dels autors estava en risc, ja que l'anterior i poc reeixit episodi de lluita pels drets d'autor els feu caure en desgràcia amb la majoria d'empresaris de gremi. Així, van haver de recórrer a feines alimentàries de qualsevol gènere. El quartet va donar vida a la revista Clarion, editada per a la societat Fabrique-Union, i Jeannot, amb el patrocini col·lectiu d'una companyia rellotgera, una xocolatera i una de plàstics. A Jeannot van aparèixer les històries Bill Blanchart, i Le Cheval de Jeannot (El cavall d'en Jeannot).
La revista Pistolin va reprendre les aventures de Jehan Pistolet, però rebatejant el personatge com a Soupolet, per a evitar confusions fonètiques. Tant Goscinny com Charlier van arribar a ser redactors en cap de Pistolin. Encara durant el 1956, Goscinny i Uderzo van prendre el relleu de Christian Godard, amb l'elaboració de Benjamin et Benjamine. Simultàniament, Goscinny va començar a encarregar-se de projectes paral·lels. El primer, que no passaria del número 0, va ser el Suplement Il·lustrat.

## RevistaTintin
Goscinny va treballar, al mateix temps, en les historietes Antoine l'invencible, Max Garac, i Lucky Luke (il·lustrades per Uderzo, Gill i Morris, respectivament). L'any 1957, Goscinny va obtenir un lloc de treball a la revista belga Tintin, gràcies a André Fernez, el redactor en cap d'aquesta. Allí, amb la seva intensitat, va produir la sèrie Signor Spaghetti, il·lustrada per Dino Attanasio, al mateix temps que treballava en històries per a altres dibuixants, com Bob de Moor, Raymond Macherot, Tibet, Maurice Maréchal, André Franquin i François Craenhals. Juntament amb el seu antic company Uderzo va realitzar Poussin et Poussif.
Goscinny i Uderzo van reprendre aquell any les aventures d'Oumpah-Pah, la primera versió del qual havien esbossat sis anys abans. El personatge del títol és un cap de la fictícia tribu d'indis americans shavashava, durant els temps de la colonització d'Amèrica del Nord per part de França i Anglaterra. Les aventures d'Oumpah-Pah i el seu comparsa Hubert de la Pâte Feuilletée (Hubert de la pasta de full), apareixen a la revista Tintin. Oumpah-Pah va deixar de publicar-se l'any 1962. Mai va tenir un gran èxit, però va assentar les bases per a la confecció dels elaborats guions de la futura sèrie Astèrix.

## RevistaPilotei el naixement d'Astèrix
L'any 1958, François Clauteaux va proposar a Édifrance/Édipresse el llançament d'una revista il·lustrada dirigida al públic jove. Aquesta proposta va quallar el 29 d'octubre de 1959, amb el primer número de la revista setmanal Pilote. Aquesta revista es convertiria en una de les publicacions més importants en el món del còmic. A més de ser-ne cofundador i cap de premsa, Goscinny es va convertir en un dels autors més productius de la publicació; i va desenvolupar la seva capacitat per a descobrir autors de talent encara desconeguts.

### Astèrix
El primer número de la Pilote també va contenir la primera aparició de les aventures d'Astèrix el Gal. Creació d'Uderzo i Goscinny, l'Astèrix es convertirà en un dels personatges més famosos de la historieta mundial, i el major èxit d'ambdós autors. Les aventures d'Astèrix estaven situades a Armòrica, al nord de França, l'any 50 aC, i narraven les peripècies d'una cinquantena de gals que es negaven a ser dominats per l'Imperi Romà.
Comparada amb altres revistes infantils, la Pilote tenia historietes més imaginatives i lliures, ja que estava orientada a un públic adolescent. Gotlib va il·lustrar per la Pilote una historieta anomenada Les dingodossiers (Els expedients esbojarrats), amb guió de Goscinny. A la Pilote, Goscinny va reprendre l'escriptura de guions de vells coneguts dels lectors de la revista Pistolin: Le Petit Nicolas i Jehan Soupolet. Tot i això, la Pilote va trobar-se amb dificultats financeres l'any 1960, la qual cosa va provocar que Georges Dargaud comprés la revista, simbòlicament, per 1 franc. Goscinny va passar a ser el redactor en cap, càrrec que ocupà durant 13 anys. Encara durant el 1960, Goscinny va treballar per al diari Jours de France, en col·laboració amb l'il·lustrador Coq.
Dargaud va llançar la revista mensual Record l'any 1961, en la qual Goscinny va col·laborar amb el personatge Iznogud, un gran visir inspirat en els contes de les mil i una nits, i il·lustrat per Jean Tabary. Goscinny i Tabary també van crear Valentin, el vagabund. L'any 1962, Goscinny feu una primera incursió al cinema, escrivint el guió del primer llargmetratge de Tintin.
L'any 1963, durant una travessia pel mar del Nord, Goscinny va conèixer a Gilberte Polano-Millo (Niça, 1942), que quatre anys més tard es convertiria en la seva esposa. La parella va contraure matrimoni el 26 d'abril de 1967, i van tenir una única filla, Anne, nascuda el 19 de maig de 1968.

## Astèrix assoleix fama mundial
L'any 1964, Georges Dargaud havia sol·licitat a Goscinny que dirigís el rellançament de la Pilote, ara ja dins d'Éditions Dargaud. Uderzo es va unir a l'empresa, i obriren les portes a una nova generació de dibuixants de còmics, entre els quals hi ha Nikita Mandryka, Fred el savi i Mézières.
Com tot el contingut de la Pilote original, Astèrix també havia emigrat a l'editorial de Dargaud, on aquell any es va publicar el seu primer llibre, anomenat Astèrix, el gal, amb sis mil exemplars venuts a França. El segon llibre, La falç d'or, va aparèixer l'any següent, seguit per Astèrix i els gots, el 1963. El quart llibre, Astèrix gladiador, fou llançat el 1964, amb una tirada inicial de 150 mil exemplars, representant vint-i-cinc vegades més lectors que pel primer llibre, la qual cosa és un creixement espectacular per tres anys.
Fent un parèntesi de les tasques editorials, aquell any Goscinny va reprendre els treballs cinematogràfics, aquesta vegada participant en dues produccions. La primera va ser el curtmetratge Tous les enfants du monde (Tots els nens del món), on comparteix crèdits de guionista amb Sempé. La segona fou el segon llargmetratge de Tintin, anomenat Tintin et les Oranges bleues (Tintín i el misteri de les taronges blaves). Per a aquesta, Goscinny va escriure el guió juntament amb Hergé, Rémo Forlani i Philippe Condroyer.
Ja el 1965, l'èxit d'Astèrix era espectacular. La revista Pilote es va rendir a aquest èxit, i es va convertir oficialment en la revista d'Astèrix. El cinquè llibre del personatge, titulat La volta a Gàl·lia és llançat amb 300 mil exemplars. Aquell any, Uderzo i Goscinny van aconseguir la fama internacional quan fou llançat el primer satèl·lit francès a l'espai, batejat Astèrix, el 26 de novembre de 1965. El personatge va aparèixer a la portada de L'Express el 19 de setembre de 1966 amb l'article "El fenomen Astèrix", i els autors foren entrevistats per Paris-Match. La fama de l'aventurer gal estava en un punt àlgid quan el president de França, Charles de Gaulle, rebatejà de broma tot el seu gabinet amb noms extrets dels llibres d'Astèrix. En aquella època, els llibres d'Astèrix tenien tirades de 600.000 exemplars. La tirada dels llibres d'Astèrix es va multiplicar l'any 1967 quan, en només dos dies, es van vendre 1,2 milions de còpies franceses del nou llibre, anomenat Astèrix i els normands; i la traducció alemanya va superar en vendes l'original.
L'editorial Dargaud va cedir davant la temptació de portar les aventures d'Astèrix al cinema, i ho va fer a l'esquena d'Uderzo i Goscinny, que van veure, l'any 1967, com la primera pel·lícula sobre el gal es convertia en un èxit de taquilla a França, sense que ells hi haguessin participat. La pel·lícula fou produïda per Dargaud juntament amb els estudis Belvision. Aquell any, Goscinny fou nomenat, juntament amb Albert Uderzo, Cavaller de les Arts i les Lletres.

## Cinema
Els autors van participar en la creació de la segona pel·lícula d'Astèrix el 1968, anomenada Astèrix i Cleopatra, per la qual van comptar amb l'ajuda de Pierre Tchernia. L'any següent fou el torn de Lucky Luke, que va aparèixer en un llargmetratge anomenat Daisy Town, amb guió escrit i adaptat per Goscinny, dibuixos de Morris i direcció de Tchernia.
Després de l'èxit de Daisy Town, Goscinny es va reunir novament amb Tchernia per a realitzar junts la comèdia no animada Le Viager, de la qual Goscinny va escriure el guió, i Tchernia va dirigir a Gérard Depardieu, Michel Serrault i Michel Galabru, entre altres actors. Amb Tchernia va col·laborar també adaptant el guió de Les Gaspards l'any 1973, pel·lícula protagonitzada novament per Michel Serrault i Gérard Depardieu. L'any següent, Goscinny, Uderzo i Dargaud van crear una companyia productora: Studis Ideafix, amb 60 treballadors. Aquesta companyia s'encarregarà posteriorment de totes les produccions d'Astèrix el Gal i Lucky Luke, llançant el 1976 la seva primera obra, titulada Les dotze proves d'Astèrix.
L'activitat cinematogràfica va servir per distreure a Goscinny de l'ambient de la Pilote. A la revista, el clima es va anar deteriorant a principis dels anys 70. L'any 1972, quan Goscinny fou nomenat director general de la revista, l'ambient estava en el seu punt més tens. Per primera vegada, diversos empleats van abandonar la Pilote, inclòs alguns dibuixants de còmics. En aquell moment, ja hi havien publicats 7 llibres d'Iznogud, 19 d'Astèrix i 26 de Lucky Luke. L'any 1974, Goscinny va cedir la direcció de la Pilote a Guy Vidal.

## Últims treballs i llegat
En els seus últims anys de vida, Goscinny va continuar treballant en múltiples projectes, concentrats al voltant dels seus tres personatges més famosos. Entre diversos projectes, destaca l'òpera Trafalgar, el llibret de la qual fou guionat per Goscinny, juntament amb Jacques Mareuil. L'òpera fou estrenada l'any 1975, i adaptada per televisió l'any 1976.
Goscinny morí el 5 de novembre de 1977, després d'unes vacances a Jerusalem, moment en què va decidir fer-se una revisió mèdica, en el transcurs de la qual va patir una aturada cardiorespiratòria.
René Goscinny va deixar nombroses obres sense publicar, i els dibuixants de còmics que treballaven amb ell es van dedicar a completar-les per oferir-les al públic. Foren tantes que l'any 1998 encara es van publicar obres inèdites (el 23è llibre d'Iznogud). També hi havia altres episodis d'Iznogud, Lucky Luke i el 24è llibre d'Astèrix: Astèrix a Bèlgica. A partir de l'any 1980, Uderzo va continuar produint Astèrix. Com a mostra de respecte per la seva memòria, els llibres d'Astèrix continuen portant el nom dels dos autors, publicats per Próductions Albert-René.
De manera pòstuma l'Acadèmia de cinema francesa li va atorgar un premi Cèsar pel conjunt de la seva obra cinematogràfica. El primer homenatge que se li va rendir fou l'any 1985, a la Torre Eiffel, anomenat L'univers de René Goscinny, seguit d'esdeveniments en diverses ciutats europees i a Nova York.
A França, onze escoles i col·legis porten el seu nom, i algunes ciutats franceses, inclòs París, tenen un carrer en honor seu. Potser l'homenatge més notable fou el canvi de nom del Liceu Francès de Varsòvia, que va passar a anomenar-se Liceu René Goscinny. L'any 1998, la paraula Goscinny fou inclosa dins el diccionari Larousse.
Des de l'any 1986, s'atorga anualment el Premi René Goscinny al guionista d'historietes més destacat de l'any. Aquest premi és propiciat per Anne Goscinny en associació amb el Festival del Còmic d'Angulema, i és presentat durant el festival. Consisteix en un trofeu, 5000 € i un anunci adhesiu en les publicacions de l'autor.

## Obres principals

### Historietes
Goscinny va participar en nombroses historietes, algunes de les quals es resumeixen en la llista següent. Els casos en què la historieta va continuar sent elaborada després que Goscinny deixés de participar-hi, s'assenyalen amb un asterisc.
| Historieta        | Anys de publicació | Altres autors  | Revista o editorial                                        |
| Dick Dicks        | 1951               | Cap            | La Wallonie                                                |
| Astèrix el gal    | 1959 - 1977 *      | Uderzo         | Pilote, Dargaud                                            |
| Lucky Luke        | 1955 - 1977 *      | Morris         | Spirou, Dupuis, Dargaud                                    |
| Le petit Nicolas  | 1955 - 1964        | Sempé          | Le Moustique, Sud-Ouest Dimanche, Pistolin, Pilote, Denöel |
| Oumpah-pah        | 1958 - 1962        | Uderzo         | Tintin                                                     |
| Iznogud           | 1961 - 1977 *      | Jean Tabary    | Record, Dargaud, Dupuis                                    |
| Jehan Pistolet    | 1952 - 1961        | Uderzo         | La libre Belgique, Pistolin (com a Jehan Soupolet), Pilote |
| Bill Blanchart    | 1954               | Uderzo         | Dargaud                                                    |
| Signor Spaghetti  | 1956 *             | Dino Attanasio | Tintin                                                     |
| Monsieur Tric     | 1956               | Bob de Moor    | Tintin                                                     |
| Les dingodossiers | 1965 - 1967 *      | Gotlib         | Pilote                                                     |

### Pel·lícules
Es llisten les pel·lícules en què Goscinny va treballar com a guionista.
| Pel·lícula                          | Personatge o tema   | Any de producció | Notes                                                                                 |
| Tintin i el misteri del toissó d'or | Tintin              | 1962             |                                                                                       |
| Tots els nens del món               | Curt no animat      | 1964             | Juntament amb Sempé                                                                   |
| Tintin i les taronges blaves        | Tintin              | 1964             | No reconegut en crèdits                                                               |
| Astèrix i Cleopatra                 | Astèrix             | 1970             | Juntament amb Uderzo i Pierre Tchernia                                                |
| Daisy Town                          | Lucky Luke          | 1971             | Juntament amb Morris i Pierre Tchernia                                                |
| Le viager                           | Comèdia, no animada | 1971             | Juntament amb Pierre Tchernia                                                         |
| Les Gaspards                        | Comèdia, no animada | 1973             | Va treballar amb Pierre Tchernia                                                      |
| Les dotze proves d'Astèrix          | Astèrix             | 1976             | Primera producció d'Studios Ideafix, i la primera pel·lícula no basada en els llibres |
| La balada dels Dalton               | Lucky Luke          | 1978             | Goscinny fou guionista i veu de Jolly Jumper                                          |

## Distincions rebudes
- Premi Alphonse Allais per obra humorística, l'any 1966.
- Nomenat Cavaller d'Arts i Lletres pel govern francès l'any 1967.
- Nomenat Cavaller de l'Orde del Mèrit.
- Premi César pel conjunt de la seva obra cinematogràfica; pòstum, l'any 1978.